# Клеро, Алекси Клод
Алекси́с (иногда Алекси́) Клод Клеро́ (фр. Alexis Claude Clairaut или фр. Clairault, 7 мая 1713, Париж — 17 мая 1765, там же) — французский математик, механик и астроном.
Член Парижской академии наук (1731, adjoint mécanicien), Лондонского королевского общества (1737), иностранный член Берлинской академии наук (1744), иностранный почётный член Петербургской академии наук (1753).
В честь учёного назван лунный кратер Clairaut.

## Биография
Клеро родился в семье парижского преподавателя математики. Уже в возрасте двенадцати лет он поразил парижских академиков своей работой о некоторых кривых четвёртого порядка, и они устроили Клеро целый экзамен, чтобы убедиться в его авторстве. Экзамен Клеро выдержал.
В 1729 году 16-летний Клеро представил той же академии новый трактат: «Исследования о кривых двоякой кривизны». Эта книга положила начало сразу трём геометрическим дисциплинам: аналитической геометрии в пространстве (Декарт занимался плоскими кривыми), дифференциальной геометрии и начертательной геометрии.
Шефство над юным дарованием взял Пьер Луи де Мопертюи, который отвёз Клеро в Базель слушать лекции Иоганна Бернулли. По возвращении (1731) восемнадцатилетний Клеро был избран членом (адъюнктом) Парижской академии — беспрецедентный случай в истории Академии.
Спустя несколько лет Академия решила положить конец долгим спорам о том, сплющена ли наша планета (как доказывал Ньютон) или, наоборот, вытянута у полюсов наподобие лимона. Для проведения измерений длины градуса меридиана были организованы экспедиции (1735—1737 годы) в Перу и Лапландию. Клеро принял участие в лапландской экспедиции (1736), вместе с Мопертюи. Измерения подтвердили точку зрения Ньютона: Земля сжата у полюсов, коэффициент сжатия, по современным данным, равен 1/298,25 (Ньютон предсказывал 1/230).
В 1741 году была организована ещё одна экспедиция с той же целью, и тоже с участием Клеро.
По возвращении Клеро написал классическую монографию «Теория фигуры Земли, извлечённая из принципов гидростатики» (1743). Эйлер писал об этой работе:
Книга Клеро есть произведение несравненное как в отношении глубоких и трудных вопросов, которые в ней рассматриваются, так и в отношении того удобного и лёгкого способа, посредством которого ему удаётся совершенно ясно и отчётливо изложить предметы самые возвышенные.
Клеро скоропостижно скончался в возрасте 52 лет в Париже, 17 мая 1765 года.

## Научная деятельность

### Математика
В математическом анализе Клеро ввёл понятия криволинейного интеграла (1743), полного дифференциала, а также общего и особого решения дифференциальных уравнений 1-го порядка (1736).
Уравнение плоскости впервые встречается у Клеро (1731).
Нельзя не отметить также, что Клеро подготовил блестящие учебники «Начала геометрии» и «Начала алгебры».

### Механика и астрономия
Огромны заслуги Клеро в механике и особенно в утверждении системы Ньютона, которая даже в середине XVIII века всё ещё находила на континенте Европы немало противников (см. критику теории тяготения).
Основные трудности модель Ньютона встречала в теории движения Луны. Расхождения («неравенства») между видимым движением лунного апогея и вычисленным по закону всемирного тяготения оказывались столь значительными, что многие учёные, даже такие, как Эйлер, Даламбер и сам Клеро, высказывали сомнения в точности этого закона. По предложению Эйлера Петербургская академия наук объявила в 1749 году свой первый научный конкурс на следующую тему:
«Согласуются или же нет все неравенства, наблюдаемые в движении Луны, с теорией Ньютона? И какова истинная теория всех этих неравенств, которая позволила бы точно определить местоположение Луны для любого времени?»
Как раз в это время Клеро нашёл остроумный способ приближённого решения «задачи трёх тел». Он уточнил свои прежние вычисления, и они с высокой точностью совпали с последними результатами наблюдений. На основании отзыва Эйлера, книга Клеро «Теория Луны, выведенная из единственного начала притяжения, обратно пропорционального квадратам расстояний», была заслуженно удостоена премии (1751).
Вскоре небесную механику ожидал новый триумф. Уже Галлей понял, что кометы, наблюдавшиеся в 1607-м и 1682-м годах — это одна и та же комета, получившая имя Галлея. Следующее появление этой кометы ожидалось в начале 1758 года. Однако Клеро, проведя точные вычисления с учётом влияния Юпитера и Сатурна, предсказал (осенью 1758 года), что комета появится позднее и пройдёт перигелий в апреле 1759 года. Он ошибся всего на 31 день. Для этих расчётов он привлёк двух своих коллег: Жозефа Жерома Лефрансуа де Лаланда и Николь-Рейн Лепот, которые параллельно друг с другом осуществляли длинные и утомительные вычисления.
Ещё один вклад Клеро в механику — создание им динамической теории относительного движения. Он также далеко развил (вслед за Ньютоном и Маклореном) теорию фигур равновесия жидкой массы.

### Геодезия
Клеро доказал ряд фундаментальных для высшей геодезии теорем. Кроме упомянутого личного участия в градусном измерении в Лапландии (1736—1787), Клеро определил соотношение между силой тяжести и сжатием Земли, известного под названием «теоремы Клеро» и давшего возможность определять сжатие Земли независимо от градусных измерений, из наблюдений над качаниями маятника в разных местах земной поверхности. Тем самым были заложены основы нового направления науки — гравиметрии.

## Память
В 1935 г. Международный астрономический союз присвоил имя Клеро кратеру на видимой стороне Луны.

## Главные сочинения Клеро
- «Théorie de la figure de la Terre» (Теория формы Земли)
- «Théorie de la Lune» (Теория движения Луны)
- «Tables de la Lune» (Таблицы движения Луны)
- «Théorie du mouvement des comètes» (Теория движения комет)

### В русском переводе
- Клеро А. К. [publ.lib.ru/ARCHIVES/K/KLERO_Aleksi_Klod/Klero_A._Teoriya_figury_Zemli.(1947).%5Bdjv%5D.zip Теория фигуры Земли, основанная на началах гидростатики]. Серия: Классики науки. М.-Л.: Изд-во Академии Наук СССР, 1947.